# Кубок Чилі з футболу
Кубок Чилі з футболу — клубний турнір з футболу в Чилі, другий за значенням після Прімера Дивізіону. Турнір традиційно був не дуже популярним, через що навіть припинив своє існування після розіграшу 2000 року. Відроджений у 2008 році у новому форматі, який наближений до європейських стандартів проведення кубкових турнірів. Попередником Кубка вважається Кампеонато де Апертура, який розігрувався з 1933 до 1950 роки.
З 2009 по 2014 роки володар Кубка Чилі здобував право виступати у наступному розіграші Південноамериканського Кубка, а з 2015 отримує путівку в наступний сезон Кубка Лібертадорес. 

## Фінали
| Рік     | Чемпіон                    | Рахунок             | Фіналіст             |
| ------- | -------------------------- | ------------------- | -------------------- |
| 1958    | Коло-Коло                  | 2:2                 | Універсідад Католіка |
| 1959    | Сантьяго Вондерерз         | 5:1                 | Депортес Ла-Серена   |
| 1960    | Депортес Ла-Серена         | 4:1                 | Сантьяго Вондерерз   |
| 1961    | Сантьяго Вондерерз         | 1:2, 2:0            | Універсідад Католіка |
| 1962    | Луїс Крус Мартінес         | 2:1                 | Універсідад Католіка |
| 1974    | Коло-Коло                  | 3:0                 | Сантьяго Вондерерз   |
| 1975    | Палестіно                  | 4:0                 | Лота Швагер          |
| 1977    | Палестіно                  | 3:3, 1:0            | Уніон Еспаньйола     |
| 1979    | Універсідад де Чилі        | 2:1                 | Коло-Коло            |
| 1980    | Депортес Ікіке             | 2:1                 | Коло-Коло            |
| 1981    | Коло-Коло                  | 5:1                 | Аудакс Італьяно      |
| 1982    | Коло-Коло                  | [ 3 ]               | Універсідад Католіка |
| 1983    | Універсідад Католіка       | [ 4 ]               | О'Хіггінс            |
| 1984    | Евертон                    | 3:0                 | Універсідад Католіка |
| 1985    | Коло-Коло                  | 1:0                 | Палестіно            |
| 1986    | Кобрелоа                   | 1:0, 0:2, 3:0       | Фернандес Віаль      |
| 1987    | Кобресаль                  | 2:0                 | Коло-Коло            |
| 1988    | Коло-Коло                  | 1:0                 | Уніон Еспаньйола     |
| 1989    | Коло-Коло                  | 1:0                 | Універсідад Католіка |
| 1990    | Коло-Коло                  | 3:2                 | Універсідад Католіка |
| 1991    | Універсідад Католіка       | 1:0                 | Кобрелоа             |
| 1992    | Уніон Еспаньйола           | 3:1                 | Коло-Коло            |
| 1993    | Уніон Еспаньйола           | 3:1                 | Кобрелоа             |
| 1994    | Коло-Коло                  | 1:1 (пен. 4:2)      | О'Хіггінс            |
| 1995    | Універсідад Католіка       | 4:2                 | Кобрелоа             |
| 1996    | Коло-Коло                  | 1:1, 1:0            | Рейнджерс            |
| 1998    | Універсідад де Чилі        | 1:1, 2:0            | Аудакс Італьяно      |
| 2000    | Універсідад де Чилі        | 2:1                 | Сантьяго Морнінг     |
| 2008    | Універсідад де Консепсьйон | 2:1                 | Депортес Овальє      |
| 2009    | Уніон Сан-Феліпе           | 3:0                 | Депортес Ікіке       |
| 2010    | Депортес Ікіке             | 1:1 (пен. 4:3)      | Депортес Консепсьйон |
| 2011    | Універсідад Католіка       | 0:1, 1:0 (пен. 4:2) | Депортес Магальянес  |
| 2012–13 | Універсідад де Чилі        | 2:1                 | Універсідад Католіка |
| 2013–14 | Депортес Ікіке             | 3:1                 | Уачипато             |
| 2014–15 | Універсідад де Консепсьйон | 3:2                 | Палестіно            |
| 2015    | Універсідад де Чилі        | 1:1 (пен. 5:3)      | Коло-Коло            |
| 2016    | Коло-Коло                  | 4:0                 | Евертон              |
| 2017    | Сантьяго Вондерерз         | 3:1                 | Універсідад де Чилі  |
| 2018    | Палестіно                  | 1:0; 3:2            | Аудакс Італьяно      |
| 2019    | Коло-Коло                  | 2:1                 | Універсідад де Чилі  |
| 2021    | Коло-Коло                  | 2:0                 | Евертон              |
| 2022    | Депортес Магальянес        | 2:2 (пен. 7:6)      | Уніон Еспаньйола     |
| 2023    | Коло-Коло                  | 3:1                 | Депортес Магальянес  |
| 2024    | Універсідад де Чилі        | 1:0                 | Ньюбленсе            |

## Титули за клубами
Станом на Кубок Чилі 2024.

| Клуб                       | Переможець | Фіналіст | Роки перемог                                                                       | Роки фіналів                                   |
| -------------------------- | ---------- | -------- | ---------------------------------------------------------------------------------- | ---------------------------------------------- |
| Коло-Коло                  | 14         | 5        | 1958, 1974, 1981, 1982, 1985, 1988, 1989, 1990, 1994, 1996, 2016, 2019, 2021, 2023 | 1979, 1980, 1987, 1992, 2015                   |
| Універсідад де Чилі        | 6          | 2        | 1979, 1998, 2000, 2012-13, 2015, 2024                                              | 2017, 2019                                     |
| Універсідад Католіка       | 4          | 8        | 1983, 1991, 1995, 2011                                                             | 1958, 1961, 1962, 1982, 1984, 1989, 1990, 2013 |
| Сантьяго Вондерерз         | 3          | 2        | 1959, 1961, 2017                                                                   | 1960, 1974                                     |
| Палестіно                  | 3          | 2        | 1975, 1977, 2018                                                                   | 1985, 2015                                     |
| Депортес Ікіке             | 3          | 1        | 1980, 2010, 2013-14                                                                | 2009                                           |
| Уніон Еспаньйола           | 2          | 3        | 1992, 1993                                                                         | 1977, 1988, 2022                               |
| Універсідад де Консепсьйон | 2          | 0        | 2008, 2014-15                                                                      | —                                              |
| Кобрелоа                   | 1          | 3        | 1986                                                                               | 1991, 1993, 1995                               |
| Евертон                    | 1          | 2        | 1984                                                                               | 2016, 2021                                     |
| Депортес Магальянес        | 1          | 2        | 2022                                                                               | 2011, 2023                                     |
| Депортес Ла-Серена         | 1          | 1        | 1960                                                                               | 1959                                           |
| Луїс Крус Мартінес         | 1          | 0        | 1962                                                                               | —                                              |
| Кобресаль                  | 1          | 0        | 1987                                                                               | —                                              |
| Уніон Сан-Феліпе           | 1          | 0        | 2009                                                                               | —                                              |
| Аудакс Італьяно            | 0          | 3        | —                                                                                  | 1981, 1998, 2018                               |
| О'Хіггінс                  | 0          | 2        | —                                                                                  | 1983, 1994                                     |
| Лота Швагер                | 0          | 1        | —                                                                                  | 1975                                           |
| Фернандес Віаль            | 0          | 1        | —                                                                                  | 1986                                           |
| Рейнджерс                  | 0          | 1        | —                                                                                  | 1996                                           |
| Сантьяго Морнінг           | 0          | 1        | —                                                                                  | 2000                                           |
| Депортес Овальє            | 0          | 1        | —                                                                                  | 2008                                           |
| Депортес Консепсьйон       | 0          | 1        | —                                                                                  | 2010                                           |
| Уачипато                   | 0          | 1        | —                                                                                  | 2014                                           |
| Ньюбленсе                  | 0          | 1        | —                                                                                  | 2024                                           |